# Pennautier

Pennautier este o comună în departamentul Aude din sudul Franței. În 1 ianuarie 2022 avea o populație de 2.875 de locuitori.

## Istoric
- Pennautier era orașul-șef al cantonului în timpul revoluției (din 1790 până în 8 Pluviôse an IX (28 ianuarie 1801)).
- Pennautier a absorbit Labastide-Rougepeyre între 1790 și 1794.

## Geografie
Comuna din zona urbană Carcassonne situată pe Fresquel și pe Meridianul Verde la 4 km nord-vest de carcassonne.